# Форселль, Расмус
Расмус Карл Стефан Форселль (швед. Rasmus Carl Stefan Forsell; Пустой шаблон {{ВД-Преамбула}} ) — шведский футболист, вратарь «Дегерфорса».

## Клубная карьера
Является воспитанником «Карлслунда». В феврале 2020 года подписал с клубом первый профессиональный контракт. Дебютировал за клуб 7 октября того же года в матче первом дивизионе в матче против «Сюльвии». По итогам сезона «Карлслунд» вылетел во второй дивизион. Перед сезоном 2023 года получил травму голову, в связи с чем был вынужден пропустить весь год.
В начале 2024 года проходил просмотры в АИК и «Дегерфорсе». В результате в марте подписал контракт с «Дегерфорсом». Вместе с клубом по итогам сезона занял первое место в турнирной таблице Суперэттана и вышел в Алльсвенскан. 30 марта 2025 года в матче с «Хальмстадом» дебютировал в чемпионате Швеции, появившись на поле в стартовом составе.

## Карьера в сборной
В апреле 2018 года провёл два товарищеских матча за юношескую сборную Швеции. Дебютировал в её составе во встрече с Данией.

## Клубная статистика
| Выступление      | Выступление      | Выступление      | Лига | Лига | Кубки | Кубки | Конт. кубки | Конт. кубки | Итого | Итого |
| Клуб             | Лига             | Сезон            | Игры | Голы | Игры  | Голы  | Игры        | Голы        | Игры  | Голы  |
| ---------------- | ---------------- | ---------------- | ---- | ---- | ----- | ----- | ----------- | ----------- | ----- | ----- |
| Карлслунд        | Дивизион 1       | 2020             | 1    | -2   | 0     | 0     | 0           | 0           | 1     | -2    |
| Карлслунд        | Дивизион 2       | 2021             | 25   | -40  | 0     | 0     | 0           | 0           | 25    | -40   |
| Карлслунд        | Дивизион 2       | 2022             | 21   | -22  | 0     | 0     | 0           | 0           | 21    | -22   |
| Карлслунд        | Итого            | Итого            | 47   | -64  | 0     | 0     | 0           | 0           | 47    | -64   |
| Дегерфорс        | Суперэттан       | 2024             | 10   | -6   | 1     | -1    | 0           | 0           | 11    | -7    |
| Дегерфорс        | Алльсвенскан     | 2025             | 8    | -15  | 3     | -4    | 0           | 0           | 11    | -19   |
| Дегерфорс        | Итого            | Итого            | 18   | -21  | 4     | -5    | 0           | 0           | 22    | -26   |
| Всего за карьеру | Всего за карьеру | Всего за карьеру | 65   | -85  | 4     | -5    | 0           | 0           | 69    | -90   |